# Parailia pellucida
Parailia pellucida es una especie de peces de la familia Schilbeidae en el orden de los Siluriformes.

## Morfología
• Los machos pueden llegar alcanzar los 15 cm de longitud total.

## Reproducción
Es ovíparo y los huevos no son protegidos por los padres.

## Alimentación
Come plancton y crustáceos.

## Hábitat
Es un pez de agua dulce y de clima tropical (25 °C-28 °C).

## Distribución geográfica
Se encuentran en África: desde el río Nilo hasta el África Occidental, incluyendo el lago Chad y los ríos  Níger,  Senegal,  Vuelta y  Cross.